# Kemijska kinetika
Kemijska kinetika ali kinetika kemijskih reakcij je področje fizikalne kemije, ki preučuje hitrosti kemijskih reakcij. V preučevanje spadajo pogoji, ki lahko vplivajo na hitrost reakcij, reakcijski mehanizmi in prehodna stanja (aktivacijski kompleksi) ter izdelava matematičnih modelov za opis značilnosti kemijskih reakcij.
Prve poskuse na tem področju je naredil L. Wilhelmy leta 1850, pionirsko delo pa sta opravila norveška kemika Peter Waage in Cato Guldberg leta 1864 s formuliranjem zakona o delovanju mas, ki pravi, da je hitrost kemijske reakcije sorazmerna s koncentracijami snovi, ki v reakciji sodelujejo.

## Hitrost reakcije
Kemijske reakcije potekajo z neko hitrostjo, ki je odvisna od raznih pogojev. Najpomembejši so koncentracija reagentov, temperatura in prisotnost katalizatorja ali inhibitorja. Nekatere reakcije so izredno hitre, na primer nevtralizacija močne kisline z močno bazo, nekatere pa izredno počasne. Takšna reakcija je, na primer, spajanje kisika in vodika pri sobni temperaturi, pri kateri tudi po nekaj letih ni nobenih opaznih sprememb. Med tema dvema skrajnostma je mnogo reakcij, katerih hitrosti so izmerljive v pogojih, ki se lahko vzpostavijo v laboratoriju.
Hitrost reakcije je definirana kot sprememba koncentracije reaktanta ali produkta v enoti časa. Za neko splošno reakcijo
{\displaystyle \ aA+bB\rightarrow cC+dD}
je hitrost reakcije definirana kot:
{\displaystyle v=-{\frac {1}{a}}{\frac {d[A]}{dt}}=-{\frac {1}{b}}{\frac {d[B]}{dt}}={\frac {1}{c}}{\frac {d[C]}{dt}}={\frac {1}{d}}{\frac {d[D]}{dt}}}
Iz eksperimentalnih podatkov je ugotovljeno, da je za mnoge reakcije hitrost enaka
{\displaystyle \ v=k[A]^{m}[B]^{n}}
Vsota eksponentov koncentracij, v zgornji enačbi je enaka m+n, je red reakcije. Za elementarne reakcije se enačbo za hitrost reakcije lahko izpelje iz stehiometričnih razmerij, za reakcije, ki potekajo v več zaporednih korakih, pa se hitrost lahko določi samo eksperimentalno. Faktor k je konstanta reakcijske hitrosti.

## Red reakcije
Hitrost kemijske reakcije je odvisna od koncentracije reaktantov. Ker se reaktanti med reakcijo stalno porabljajo, njena hitrost s časom pada in se teoretično asimptotično približuje časovni osi. Definiranje neke splošne hitrosti reakcije očitno ni enostavno, zato se zanesljivi podatki lahko dobijo samo z opazovanjem reakcije v nekem izbranem trenutku.
Reakcije se glede na število atomov ali molekul, katerih koncentracije vplivajo na njihovo hitrost, razvrščajo v reakcije ničtega, prvega, drugega itd. reda.

### Reakcija ničtega reda
Reakcija ničtega reda je reakcija s splošno enačbo
{\displaystyle \ A\rightarrow produkti}
katere hitrost se podreja enačbi
{\displaystyle v=-{\frac {d[A]}{dt}}=k}
Hitrost reakcije ničtega reda je konstantna in ni odvisna od koncentracije reaktanta A. Enačba v integrirani obliki je enaka
{\displaystyle \ [A]_{t}=-kt+[A]_{0}}
Reakcije ničtega reda niso prav pogoste. Ena od njih je razpad plinastega amonijaka (NH3) na segreti površini platine:
2NH3(g) → 3H2(g) + N2(g)

### Reakcija prvega reda
Reakcija prvega reda je reakcija s splošno enačbo
{\displaystyle \ A\rightarrow produkti}
katere hitrost je enaka
{\displaystyle \ v=-{\frac {d[A]}{dt}}=k[A]}
Konstanta reakcijske hitrosti je enaka
{\displaystyle k={\frac {1}{t}}ln{\frac {A_{0}}{A_{t}}}}
koncentracija reaktanta A v času t pa
{\displaystyle \ A_{t}=A_{0}e^{-kt}}
pri čemer je
k = konstanta reakcijske hitrosti
A0 = začetna koncentracija reaktanta
At = koncentracija reaktanta v času t
Zgornje enačbe pripeljejo do dveh pomembnih zaključkov: izraz A0/At je razmerje koncentracij, ki ni odvisno od tega, v katerih enotah so koncentracije izražene: moli, moli na liter, litri (za pline), parcialni tlaki ali celo stopinje zasuka na polarimetru. Drugi zaključek je, da se lahko zelo enostavno izračuna čas, v katerem se porabi določen del reagenta. Najprimernejši je razpolovni čas t0,5, v katerem se porabi polovica reaktanta in ni odvisen od začetne koncentracije:
{\displaystyle \ t_{0,5}={\frac {ln2}{k}}}
Primeri reakcij prvega reda:
- 2H2O2(l) → 2H2O(l) + O2(g)
- SO2Cl2(l) → SO2(g) + Cl2(g)
- 2N2O5(g) → 4NO2(g) + O2(g)

### Reakcija drugega reda
Reakcije drugega reda so reakcije, katerih hitrost je odvisna od spremembe dveh koncentracij. Če sta to koncentraciji reaktantov A in B, se reakcija v splošni obliki zapiše kot
{\displaystyle \ A+B\longrightarrow \ produkti}
Če sta začetni koncentraciji reaktantov A in B enaki a oziroma b, x pa je njuno zmanjšanje v času t, je hitrost reakcije definirana kot
{\displaystyle {\frac {dx}{dt}}=k(a-x)(b-x)}
oziroma
{\displaystyle \ v=k[A][B]}
Če sta začetni koncentraciji reaktantov A in B enaki, se enačba lahko zapiše kot
{\displaystyle \ v=k[A]^{2}}
Z integriranjem se enačba pretvori v
{\displaystyle {\frac {1}{[A]}}=kt+{\frac {1}{[A]_{0}}}}
ali
{\displaystyle {\frac {[A]}{[B]}}={\frac {[A]_{0}}{[B]_{0}}}e^{([A]_{0}-[B]_{0})kt}}
Če se koncentracijo enega od reaktantov s stalnim dodajanjem vzdržuje na začetni koncentraciji, se reakcija drugega reda pretvori v reakcijo psevdo-prvega reda.
Primeri reakcij drugega reda:
- saponifikacija etilacetata:

CH3-COO-C2H5 + OH- → CH3COO- + C2H5OH
- termična razgradnja par acetaldehida (CH3CHO):
- razpad dušikovega(IV) oksida:

2NO2(g) → 2NO(g) + O2(g)

### Reakcija tretjega reda
Če je hitrost kemijske reakcije odvisna od spremembe treh koncentracij, govorimo o reakcji tretjega reda, ki se v splošni obliki zapiše z enačbo
{\displaystyle A+B+C\longrightarrow produkti}
V reakcijah tretjega reda so možni naslednji primeri:
- da so vse tri koncentracije različne
- da sta enaki dve koncentraciji, tretja pa različna
- da so vse tri koncentracije enake

Če so začetne koncentracije reaktantov različne in enake a, b oziroma c, je hitrost reakcije enaka
{\displaystyle {\frac {dx}{dt}}=k(a-x)(b-x)(c-x)}
x je sprememba koncentracije po času t.
Če sta koncentraciji dveh reaktantov enaki, na primer v reakciji
{\displaystyle 2A+B\longrightarrow produkti}
je hitrost reakcije enaka
{\displaystyle {\frac {dx}{dt}}=k(a-2x)^{2}(b-x)}
Če so koncentracije vseh treh reaktantov enake, na primer v reakciji
{\displaystyle 3A\longrightarrow produkti}
je hitrost reakcije enaka
{\displaystyle {\frac {dx}{dt}}=k(a-3x)^{3}}
Primeri reakcij tretjega reda:
- Homogene plinske reakcije tretjega reda so reakcije dušikovega(II) oksida z bromom, klorom, kisikom, vodikom in devterijem, med katere spada reakcija:

(NO)2(g) + O2(g)→ 2NO2(g)
- Med reakcije tretjega reda v raztopinah se pogosto prištevajo reakcije kositrovih(II) in železovih(III) soli, kar pa ni povsem dokazano. Ena od takšnih reakcij je:

2I- + Fe(CN)63- → produkti
- Reakcija tretjega reda je tudi pretvorba benzaldehida v benzoin v prisotnosti cianidnih ionov (CN-) kot katalizatorjem:

2C6H5CHO + CN- → C6H5CH(OH)COC6H5

### Reakcije višjih redov
V literaturi se najdejo podatki za reakcije osmega in celo devetega reda, kar pa je v resnici zelo malo verjetno. Že verjetnost, da je red reakcije večji od tri, je zelo majhna. Za reakcijo četrtega reda bi namreč pomenilo, da bi do reakcije prišlo šele takrat, ko bi se srečale kar štiri ustrezne molekule, kar je zelo malo verjetno, saj so že reakcije tretjega reda zelo redke.

## Pregled izrazov za reakcije ničtega, prvega, drugega in n-tega reda
|                                  | Reakcija ničtega reda                         | Reakcija prvega reda                        | Reakcija drugega reda                                    | Reakcija n-tega reda                                                                                        |
| -------------------------------- | --------------------------------------------- | ------------------------------------------- | -------------------------------------------------------- | --- |
| Hitrost reakcije                 | {\displaystyle -{\frac {d[A]}{dt}}=k}         | {\displaystyle -{\frac {d[A]}{dt}}=k[A]}    | {\displaystyle -{\frac {d[A]}{dt}}=k[A]^{2}}             | {\displaystyle -{\frac {d[A]}{dt}}=k[A]^{n}}                                                                |
| Integrirana oblika               | {\displaystyle \ [A]=[A]_{0}-kt}              | {\displaystyle \ [A]=[A]_{0}e^{-kt}}        | {\displaystyle {\frac {1}{[A]}}={\frac {1}{[A]_{0}}}+kt} | {\displaystyle {\frac {1}{[A]^{n-1}}}={\frac {1}{{[A]_{0}}^{n-1}}}+(n-1)kt} [Razen za reakcijo prvega reda] |
| Enota konstante k                | {\displaystyle {\frac {M}{s}}}                | {\displaystyle {\frac {1}{s}}}              | {\displaystyle {\frac {1}{M\cdot s}}}                    | {\displaystyle {\frac {1}{M^{n-1}\cdot s}}}                                                                 |
| Linearna funkcija za določanje k | {\displaystyle [A]\ {\mbox{vs.}}\ t}          | {\displaystyle \ln([A])\ {\mbox{vs.}}\ t}   | {\displaystyle {\frac {1}{[A]}}\ {\mbox{vs.}}\ t}        | {\displaystyle {\frac {1}{[A]^{n-1}}}\ {\mbox{vs.}}\ t} [Razen za reakcijo prvega reda]                     |
| Razpolovni čas                   | {\displaystyle t_{1/2}={\frac {[A]_{0}}{2k}}} | {\displaystyle t_{1/2}={\frac {\ln(2)}{k}}} | {\displaystyle t_{1/2}={\frac {1}{[A]_{0}k}}}            | {\displaystyle t_{1/2}={\frac {2^{n-1}-1}{(n-1)k[A_{0}]^{n-1}}}} [Razen za reakcijo prvega reda]            |

## Dejavniki, ki vplivajo na hitrost reakcije

### Lastnosti reaktantov
Hitrost reakcije je zelo odvisna od lastnosti reaktantov. Reakcije močnih kislin in baz, tvorba soli in izmenjava ionov spadajo med zelo hitre reakcije, tvorbe kovalentnih vezi in molekul z velikimi molekulskimi masami pa so zelo počasne.

### Agregatno stanje
Agregatno stanje reagentov ima pomemben vpliv na hitrost kemijske reakcije Če so reaktanti v plinasti ali tekoči fazi ali v raztopini, pridejo njihove molekule zaradi termičnega gibanje v neposreden stik, s čimer se poveča hitrost kemijske reakcije. Če so reaktanti v različnih fazah, je reakcija med njimi omejena samo na fazno mejo, se pravi na stično površino med plinasto, tekočo in trdno fazo. Hitrost reakcije povečata intenzivno stresanje ali mešanje, ki povečata stično površino.
Vsakdanji primer heterogene reakcije, v kateri igra veliko vlogo stična površina, je kurjenje ognja: na začetku se za kurjenje uporabljajo drobne veje in trske, ki imajo veliko površino in ne debela polena.

### Koncentracija reaktantov
Koncentracija reaktantov ima zelo pomemben vpliv na kinetiko reakcij. Po teoriji trkov je predpogoj za reakcijo srečanje oziroma trk molekul reaktantov. Z naraščanjem koncentracije gostota delcev narašča, razdalje med njimi se manjšajo, s tem se pa poveča pogostost trkov in hitrost reakcije.

### Temperatura
Temperatura ima običajno največji vpliv na hitrost kemijske reakcije, ker imajo molekule pri višji temperaturi večjo gibljivost in večjo notranjo energijo. Število trkov se poveča, vendar povečano število trkov prispeva zelo majhen delež k povečanju hitrosti reakcije. Mnogo bolj pomembno je, da se poveča delež molekul, ki imajo energijo, večjo od aktivacijske energije Ea. Pojav je podrobno opisan v Maxwell-Boltzmannovi porazdelitvi molekularnih energij.
Grobo pravilo, ki pravi, da se pri vsakem dvigu temperature za 10 °C hitrost reakcije podvoji, velja samo za nekatere biološke sisteme, v katerih ima temperaturni koeficient Q10 pogosto vrednost med 1,5 in 2,5.

### Katalizator
Katalizator je snov, ki poveča hitrost kemijske reakcije, tako da spremeni reakcijski mehanizem in zmanjša aktivacijsko energijo. Katalizator se pri tem kemično niti ne spremeni niti ne porabi niti ne vpliva na položaj kemijskega ravnotežja. To pomeni, da v enaki meri katalizira tudi povratno reakcijo. Katalizatorji biokemijskih reakcij so encimi.
Ena od oblik katalize je avtokataliza, v kateri reakcijo katalizirajo produkti reakcije.

### Tlak
Z naraščanjem tlaka se pri plinskih reakcijah poveča število trkov med reaktanti in posledično tudi hitrost reakcije. Aktivnost plinov je premo sorazmerna z njihovim parcialnim tlakom. Povečevanje tlaka ima pri plinskih reakcijah podobno vlogo kot povečevanje koncentracije pri reakcijah v raztopini.

## Ravnotežje
Kemijska kinetika se ukvarja samo s hitrostjo kemijske reakcije, z vprašanjem, kako daleč bo šla reakcija, pa se ukvarja termodinamika. V reverzibilnih reakcijah, ki potekajo v obe smeri, se čez čas hitrosti reacije in povratne reakcije izenačita. Proces se takrat navidezno ustavi v resnici pa se vzpostavi dinamično ravnotežje, v katerem se nastali produkti takoj razgradijo nazaj v reaktante. V ravnotežju so koncentracije reaktantov in produktov pri konstantnih pogojih konstantne. Takšna reakcija je, na primer sinteza amonijaka po Haber-Boschu: pri temperaturah okrog 500 °C in tlaku okrog 200 barov je v reakcijski zmesi okrog 15% amonijaka.

## Prosta energija
Sprememba reakcijske proste energije ΔG na splošno določa, ali bo kemijska reakcija sploh stekla ali ne. Reakcija je lahko zelo eksotermna in ima zelo pozitivno spremembo entropije, če je prepočasna pa do spremembe kjub temu ne bo prišlo.
Če iz reaktanta lahko nastaneta dva različna produkta in reakcija ne poteka pod posebnimi pogoji, bo med reakcijo praviloma nastajal termodinamsko bolj stabilen produkt.

## Uporaba
Matematični modeli, ki opisujejo kinetiko kemijskih reakcij, so močno orodje, ki omogoča kemikom in kemijskim inženirjem boljše razumevanje kemijskih in bioloških procesov. Modeli se uporabljajo za projektiranje in modificiranje kemijskih reaktorjev, ki potem dajejo boljše izkoristke, omogočajo bolj učinkovito ločevanje produktov in preprečujejo nastajanje okolju škodljivih stranskih produktov.